# スティーヴン・フリアーズ
スティーヴン・フリアーズ（Stephen Frears, 1941年6月20日 - ）はイギリス出身の映画監督である。

## 略歴
1941年6月20日にレスターで生まれた。ケンブリッジ大学のトリニティ・カレッジで学ぶ。
BBCで多くの作品を制作した後、1972年に映画監督としてデビューした。
1985年に公開された自身の監督作『マイ・ビューティフル・ランドレット』は、当初はチャンネル4用に制作した作品だが、エディンバラ国際映画祭での反響をきっかけに劇場公開され、高い評価を獲得。1988年には『危険な関係』を発表し、フランス最大の映画賞であるセザール賞で外国映画賞を受賞し、アメリカのアカデミー賞でも作品賞を含む7部門にノミネートされ、3部門を受賞した（しかし、自身の監督賞ノミネートは逃した）。
1990年、アンジェリカ・ヒューストン主演、マーティン・スコセッシプロダクションで製作した『グリフターズ/詐欺師たち』が公開され、初となるアカデミー監督賞候補となる。1999年には再びスコセッシ製作による『ハイロー・カントリー』で第49回ベルリン国際映画祭銀熊賞（監督賞）を受賞した。
2006年、ダイアナ元皇太子妃の突然の交通事故死の最中にある当時のイギリス王室の舞台裏を描いた『クィーン』がヴェネツィア国際映画祭で初上映されると大絶賛され、2度目のアカデミー監督賞候補となる（しかし、この時の受賞者は、これまで自身の作品に製作として協力してきたスコセッシであった）。
2016年には、メリル・ストリープとヒュー・グラントが共演した映画『マダム・フローレンス! 夢見るふたり』を監督した。
2017年、第74回ヴェネツィア国際映画祭で監督・ばんざい!賞を授与されることとなった。
2018年には『英国スキャンダル〜セックスと陰謀のソープ事件』というイギリスのテレビ・ミニシリーズを監督し、脚本家のラッセル・T・デイヴィスとタッグを組んだ。

## 主な監督作品
- if もしも.... If.... (1968) 助監督
- Gumshoe（1972）長編監督デビュー作
- 黄昏に咲いて December Flower (1984) テレビ映画
- 殺し屋たちの挽歌 The Hit (1984)
- マイ・ビューティフル・ランドレット My Beautiful Laundrette (1985)
- プリック・アップ Prick Up Your Ears (1987)
- サミー＆ロージィ/それぞれの不倫 Sammy and Rosie Get Laid (1987)
- 危険な関係 Dangerous Liaisons (1988)
- グリフターズ/詐欺師たち The Grifters (1990)
- 靴をなくした天使 Hero (1992)
- スナッパー The Snapper (1993)
- ジキル&ハイド Mary Reilly (1996)
- スティーヴン・フリアーズのザ・ヴァン The Van (1996)
- ハイロー・カントリー The Hi-Lo Country (1998)
- ハイ・フィデリティ High Fidelity  (2000)
- がんばれ、リアム Liam  (2000)
- FAIL SAFE 未知への飛行 Fail Safe (2000) テレビ映画
- 堕天使のパスポート Dirty Pretty Things  (2002)
- ヘンダーソン夫人の贈り物 Mrs. Henderson Presents (2005)
- クィーン The Queen (2006)
- わたしの可愛い人 シェリ Cheri (2009) 兼ナレーション
- タマラ・ドゥルー　〜恋のさや当て〜 Tamara Drewe (2010)
- 噂のギャンブラー Lay the Favorite (2012)
- あなたを抱きしめる日まで Philomena (2013)
- 疑惑のチャンピオン The Program (2015)
- マダム・フローレンス! 夢見るふたり Florence Foster Jenkins（2016）[6]
- ヴィクトリア女王 最期の秘密 Victoria & Abdul (2017)
- 英国スキャンダル〜セックスと陰謀のソープ事件 A Very English Scandal（2018) ソープ事件を題材としたBBC Oneのテレビ・ミニシリーズ[7][8][9]
- ロスト・キング 500年越しの運命 The Lost King (2022)

## 出演作品
- ヒストリー・オブ・ゲイシネマ Schau mir in die Augen, Kleiner  (2007)